# Mitzou
Michelle Stephan, conocida artísticamente como Mitzou, (París, 1936) es una diseñadora francesa. Durante los años 70, fue pionera en el uso del ante fino y la napa como tejidos, convirtiéndose en una figura importante de la alta costura en España. Vistió a actrices de Hollywood y colaboró en el vestuario de películas, como Doctor Zhivago.

## Trayectoria
En 1955, vivió en Tánger durante dos años. Después se estableció en Madrid y situó su negocio en el Barrio de Salamanca, en la calle de Serrano, 27. En 1959, abrió la Casa Mitzou, que desarrolló su actividad hasta 1976. Creó su propia empresa de alta costura, ligada a su marca, MITZOU, con mayúsculas y cuyo logotipo era la letra M coronada por dos leones pasantes. Lanzó la moda en piel y a medida, especialmente en trajes de fiesta con bordados en pedrería. Su estilo reflejaba la influencia de los diseñadores André Courrèges e Yves Saint Laurent, y trabajó con materiales y artesanos españoles. Incorporó elementos simbólicos en sus diseños, como largas corbatas en sus prendas. Innovó en la peletería con visón teñido en tonos pastel y utilizó pieles como leopardo, jaguar y zorro. Puntualmente, diseñó zapatos de punta cuadrada y tacón bajo en los años 1970 y 1971.
Sus colecciones recorrieron ciudades de España y Estados Unidos, coincidiendo en ocasiones con los pases de los modistas internacionales, Pedro Rodríguez, Manuel Pertegaz, Elio Berhanyer, Pedro Rovira, Herrera y Ollero, Carmen Mir, Santa Eulalia y Lino, entre otros. En 1962 y durante siete años, abrió su segunda tienda-taller en Palma de Mallorca, donde comenzaba el boom turístico y existía una importante colonia extranjera. Consideraba la fotografía de moda un elemento clave en su trabajo, utilizando imágenes de maniquíes en distintas poses. Para ello, colaboró con fotógrafos estadounidenses como Michael Que, Robert Royal y otros vinculados a medios de comunicación, además de trabajar en España con Alejandro. También participó ocasionalmente en la promoción de la aerolínea Iberia, cuyos anuncios incluían diseños de Mitzou. En su taller, que llegó a contar con 200 empleados, trabajaban dos jefas de taller, un cortador de pieles, un sastre y una costurera especializada en encajes de seda. En su última etapa, contó con una estilista. Todo el proceso de confección y decoración se realizaba en el propio taller, excepto los bordados, que se elaboraban con ganchillo en dos talleres externos en Madrid.
Participó en el diseño de vestuario para cine y teatro. En 1959 colaboró en El lazarillo de Tormes, ganadora del Oso de Oro en 1960. Su trabajo más destacado fue en Doctor Zhivago (1965), donde vistió a Geraldine Chaplin y Julie Christie. También diseñó trajes para Claudia Cardinale en El fabuloso mundo del circo y para Suzan Clark en Valdez is Coming (1971). En 1973, creó vestuario para Love, Pain and the Whole Damn Thing, de Alan J. Pakula, junto a Germinal Rangel. Entre su clientela destacaron figuras de la alta sociedad, el espectáculo y la política, tanto en España como en el extranjero. Diseñó para artistas como Miguel Ríos, Laura Valenzuela y Ana Belén, así como para Natalie Wood, Ava Gardner, Audrey Hepburn y Rita Hayworth. También vistió a actores como Henry Fonda, Gregory Peck y Robert Redford, y a personalidades como Jacqueline Kennedy, Grace Kelly y el Príncipe Rainiero. 
En el ámbito empresarial, tuvo clientes como Conrad Hilton y Cornelius Vanderbilt. En Europa, su trabajo llegó a The Beatles, Johnny Hallyday y Sylvie Vartan. Los desfiles en su casa de costura en Serrano eran eventos privados y exclusivos, con asistencia de compradores internacionales, clientes, celebridades y prensa especializada. En julio de 1969, tras el cierre de la temporada, se celebró el cumpleaños de Natalie Wood con una actuación de Lola Flores y El Pescaílla. El producto Mitzou tuvo una buena recepción en diversas ciudades de Estados Unidos, como Nueva York, Los Ángeles, Chicago, Hollywood, Filadelfia y Washington, así como en Canadá, en lugares como Victoria y Vancouver. Las ventas fueron significativas, en gran parte a través de acuerdos con grandes almacenes estadounidenses. De estos vínculos surgieron relaciones como la de Mitzou con Russel Carpenter, vicepresidente de Magnin.

## Reconocimientos
En su honor, la banda británica The Beatles compusieron la canción Michelle. En 2012, el Museo del Traje de Madrid organizó el evento titulado Encuentro con... Michelle, donde se presentó su obra junto a diversas personalidades del mundo de la moda. Como parte de la actividad, el museo dedicó su charla El Modelo del Mes a un vestido de noche de Mitzou (1969-1970), expuesto en la sección de Alta costura en España. La presencia de Mitzou en medios nacionales e internacionales contribuyó a su difusión y comercialización. Periodistas asistían regularmente a sus presentaciones para elaborar reportajes en revistas como Diez minutos, Telva, Ama o Vestirama, así como en diarios como El País y ABC. En la década de 1970, medios internacionales destacaron su trabajo con titulares como The Mitzou look o Mitzou, star of suede style.